# غريغور بوكانان
غريغور بوكانان (بالإنجليزية: Gregor Buchanan) (31 مارس 1990 في المملكة المتحدة - ) هو لاعب كرة قدم بريطاني في مركز الدفاع. لعب مع دونفرملين أثلتيك ونادي دمبرتون وأردريونيانز وArmadale Thistle F.C. ‏ وBathgate Thistle F.C. ‏.

## وصلات خارجية
- غريغور بوكانان على موقع قاعدة بيانات كرة القدم.إي يو (الإنجليزية)
- غريغور بوكانان على موقع Soccerbase.com (لاعب) (الإنجليزية)